# Arrondissement Tongeren
Arrondissement Tongeren (nizozemsky: Arrondissement Tongeren; francouzsky: Arrondissement de Tongres) je jeden ze tří arrondissementů (okresů) v provincii Limburk v Belgii.
Jedná se o politický a zároveň soudní okres. Soudní okres Tongeren také zahrnuje obce Bocholt, Bree, Kinrooi, Meeuwen-Gruitrode, Dilsen-Stokkem a Maaseik politického okresu Maaseik a obce As, Genk, Opglabbeek a Zutendaal politického okresu Hasselt.

## Historie
Arrondissement Tongeren vznikl roku 1839 jako belgická část dřívějšího arrondissementu Maastricht, který zanikl rozdělením provincie Limburk. Kanton Borgloon byl přičleněn k arrondissementu Tongeren od arrondissementu Hasselt.

## Obyvatelstvo
Počet obyvatel k 1. lednu 2017 činil 202 301 obyvatel. Rozloha okresu činí 631,56 km².

## Obce
Okres Hasselt sestává z těchto obcí:
- Alken
- Bilzen
- Borgloon
- Heers
- Herstappe
- Hoeselt
- Kortessem
- Lanaken
- Maasmechelen
- Riemst
- Tongeren
- Voeren
- Wellen